# Christian Lindner
Christian Lindner (født 7. januar 1979 i Wuppertal) er en tysk politiker, der siden 2013 har været formand for det liberale parti FDP. Han var fra 8. december 2021 til 6. november 2024 finansminister i regeringen Olaf Scholz.
Lindner studerede politologi, statsret og filosofi og tog en magistergrad fra Rheinische Friedrich-Wilhelms-Universität Bonn i 2006.
Fra 2009 til 2011 var han FDP's generalsekretær. I 2012 blev han partiformand i delstaten Nordrhein-Westfalen. Efter Forbundsdagsvalget 2013, da FDP fik med 4,8 % af stemmerne sit værste valg siden stiftelsen, blev han partiets nye formand i december 2013.
Da FDP i 2021 indgik i koalitionsregeringen med SPD og De Grønne, fik Linder posten som finansminister. Efter intern uro om det tyske statsbudget afskedigede kansler Olaf Scholz den 6. november 2024 Linde fra posten, hvorefter Tyskland blev kastet ud i en regeringskrise.